# بيتي لو بيلي
بيتي لو بيلي (بالإنجليزية: Betty Lou Bailey)‏ ‏(1929-2007) مهندسة ميكانيكية في شركة جينيرال إلكتريك في الولايات المتحدة، حصلت على براءة اختراع لفوهة العادم المتغيرة المتقاربة، يعمل الاختراع بحيث يتغير كل من
الحلق وأقطار الخروج لتدفقات الغاز الساخن. تكريمًا لتراثها قامت جمعية المهندسات بتسمية منحة دراسية على اسمها، لا تزال هذه المنحة توزع على طالبات الدراسات العليا المؤهلين الذين يمارسون مهنة في الهندسة حتى الآن.
كانت بيلي أول امرأة عضوة في جمعية الهندسة في سينسيناتي وعملت لاحقًا كرئيسة للجنة التوجيه.

## حياتها المبكرة
كانت بيلي الصغرى لخمسة إخوة، تفوقت في الرياضيات والعلوم في المدرسة الثانوية، وعلى الرغم من أن والدها كان مهندسًا مدنيًا إلا أن شقيقتها الكبرى هيلين وزوجها بول هم من أثروا على بيلي لاختيار مهنة في الهندسة، فقد باع بول آلات اللحام وعلم هيلين اللحام، ودرَّست هيلين اللحام لمختلف الرجال والنساء خلال الحرب العالمية الثانية، وعلى الرغم من أن عددًا من طالبات اللحام من هيلين أحرزن نقاطًا أعلى من الطلاب الذكور فقد تم وضع جميع الرجال أولاً قبل النساء بغض النظر عن النتيجة، لذا بينما كانت بيتي لو بيلي في المرحلة الإعدادية والثانوية اقترحت هيلين أن تدخل بيتي لو الهندسة.

## التعليم
حضرت بيلي برنامج البكالوريوس في الهندسة الميكانيكية في جامعة إلينوي قبل عام سابق في سن السابعة عشرة، وبحلول الوقت الذي أنهت فيه عامها الدراسي الجديد كان والدا بايلي قد توفيا، في عام 1950 تخرجت بيلي مع مرتبة الشرف الجامعية في فصل التخرج الذي ضم حوالي 700 مهندسًا وكانت المهندسة الوحيدة، في ناديها الجامعي كانت واحدة من أصل اثنيتن من المهندسات (الأخرى كانت مهندس مدني)، في عام 1967 تخرجت في مركز الدراسات العليا في ولاية بنسلفانيا في بروسيا بدرجة الماجستير في العلوم الهندسية.

## الحياة الشخصية والموت
كانت بيلي ناشطه في حماية البيئة، استمتعت بالخياطة، سافرت وركبت دراجتها الهوائية وتنزهت، مشيت في مسار أبالاتشي بالكامل في قطاعات على مدى بضع سنوات، كانت عضوًا في نادي جبال آديرونداك (ADK)، في عام 2004 حصلت على أعلى جائزة لعملها في مراقبة تطبيقات الطاقة الكهرومائية إلى اللجنة التنظيمية الفيدرالية، وقد عملت في ترخيص السدود الذي ساعد على ضمان إطلاق كمية كافية من المياه في اتجاه المصب لدعم حياة النهر وترفيه المياه.
توفيت بيلي فجأة في 13 نوفمبر 2007 خلال رحلة بالدراجات ADK.

## الحياة المهنية والمساهمات
شغلت بيلي مناصب في شركة جنرال إلكتريك كمهندسة اختبار وتصميم وهندسة في قسم المحركات النفاثة الكبيرة وقسم التوربينات الغازية ومركز فالي فورج لتكنولوجيا الفضاء، تقدمت في عملها من الأجهزة المنزلية إلى التوربينات البخارية وهندسة الطائرات، وأخيرًا إلى مشروع الأقمار الصناعية للطقس Nimba Nimbus، وخلال مقابلة العمل الأولية التي أجرتها مع GE والتي حدثت قبل تخرجها من جامعة إلينوي قالت: «كنت أرغب في العمل في شركة يعد فيها المهندسون ويعتبرون مهمين».
وبالإضافة إلى عملها بدأت بيلي دورة رياضيات في سينسيناتي لطلاب المدارس الثانوية.

## فوهة العادم
خلال فترة عملها في شركة جنرال إلكتريك حصلت بيلي على براءة اختراع فوهة عادم في إيفنديل، شرعت في التنسيق الذي استخدمته GE للحصول على عطاءات في اختبارات انبعاث الهواء الخاصة بها.
كان لدى الشركة توربين غاز 7F، وهو الأول من نوعه، كانت تعمل على سطح المبنى وكانت على دراية كافية بالأنابيب للتعرف على تسرب من خط الغاز من حجرة صمام الغاز، كانت الشركة تخسر الكثير من الغاز الذي تم حسابه بالفعل على أنه يدخل في التورباين. لاحظت بيلي الكفاءة الفاشلة، فقد كان تسرب الغاز هذا يدخل الغاز الوارد في الآلة لذا كان أول أكسيد الكربون يدمر الختم، وكل ستة أسابيع من اختبارات الاحتراق السابقة التي كان الموظفون يشغلونها على الآلة يجب التخلص منها، لكن اختراعها حل المشكلة، واجتازوا الاختبارات بعد ذلك، كان هذا مهمًا لأن توربين الغاز في الشركة كان الأول من نوعه وبالتالي يحتاج إلى اجتياز جميع اختباراته.

## مجتمعات
في عام 1964 حضرت بيلي المؤتمر الدولي الأول للمهندسات والعلماء في نيويورك.
انضمت بيلي إلى جمعية المهندسات في عام 1951 حيث كانت ضابطة في قسم فيلادلفيا وعملت في اللجنة التنفيذية SWE، وفي عام 1985 تم انتخابها لكلية زملاء SWE، وقد كانت أول امرأة عضوة في جمعية الهندسة في سينسيناتي وعملت كرئيسة للجنة التوجيه، وقد عملت أيضًا في اللجان الوطنية للجمعية الوطنية للمهندسين المحترفين والمجلس المشترك للمهندسين والجمعية الأمريكية للتعليم الهندسي.